# Neila
Neila es un municipio y localidad de España, en la provincia de Burgos, comunidad autónoma de Castilla y León. Se encuentra en la comarca de Sierra de la Demanda y pertenece al partido judicial de Salas de los Infantes así como a la mancomunidad de Alta Sierra de Pinares.
Se encuentra al norte de la sierra de Neila, a la que da su nombre, entre la Demanda y Urbión, dentro del sistema Ibérico. La villa aparece emplazada en el fondo del valle, a 1163 metros sobre el nivel del mar y está situada en la confluencia de tres provincias, Burgos, Soria y La Rioja. 
Se trata de un núcleo serrano, compendio de arquitectura popular tradicional rodeado de altas montañas y con innumerables posibilidades excursionistas.
Neila se divide en tres barrios:
San Miguel, La Pinilla y Santa María, en cuyo centro se encuentra el nacimiento del río Neila. Por el Barrio de San Miguel discurría la antigua Cañada Real.

## Geografía

### Situación
| Noroeste: Huerta de Arriba | Norte: Villavelayo (La Rioja) | Noreste: Mansilla de la Sierra (La Rioja)             |
| Oeste: Huerta de Arriba    |                               | Este: Mansilla de la Sierra (La Rioja)                |
| Suroeste Huerta de Abajo   | Sur: Quintanar de la Sierra   | Sureste: Regumiel de la Sierra y Duruelo de la Sierra |

### Clima
El clima en el municipio se clasifica como mediterráneo continentalizado, de inviernos fríos con frecuentes heladas, y veranos cálidos. La oscilación térmica anual ronda los 15 °C mientras que la diaria supera en ocasiones los 20 °C. Las precipitaciones se reparten de forma irregular a lo largo del año, con reducción de las mismas en verano, concentrándose al final del otoño, en los meses invernales y al principio de la primavera.
Según la clasificación climática de Köppen, Neila se encuadra en la variante Csb, es decir clima mediterráneo de veranos suaves, con la media del mes más cálido no superior a 22 °C pero superándose los 10 °C durante cinco o más meses. Se trata de un clima de transición entre el mediterráneo (Csa) y el oceánico (Cfb). Gracias a la estación meteorológica de Anguiano Valvanera, a 41 kilómetros de distancia y similar altitud, los parámetros climáticos de Neila son similares a los siguientes:
| Parámetros climáticos promedio de Anguiano Valvanera                                                                              | Parámetros climáticos promedio de Anguiano Valvanera | Parámetros climáticos promedio de Anguiano Valvanera | Parámetros climáticos promedio de Anguiano Valvanera | Parámetros climáticos promedio de Anguiano Valvanera | Parámetros climáticos promedio de Anguiano Valvanera | Parámetros climáticos promedio de Anguiano Valvanera | Parámetros climáticos promedio de Anguiano Valvanera | Parámetros climáticos promedio de Anguiano Valvanera | Parámetros climáticos promedio de Anguiano Valvanera | Parámetros climáticos promedio de Anguiano Valvanera | Parámetros climáticos promedio de Anguiano Valvanera | Parámetros climáticos promedio de Anguiano Valvanera | Parámetros climáticos promedio de Anguiano Valvanera |
| Mes | Ene.                                                 | Feb.                                                 | Mar.                                                 | Abr.                                                 | May.                                                 | Jun.                                                 | Jul.                                                 | Ago.                                                 | Sep.                                                 | Oct.                                                 | Nov.                                                 | Dic.                                                 | Anual                                                |
| --- | ---------------------------------------------------- | ---------------------------------------------------- | ---------------------------------------------------- | ---------------------------------------------------- | ---------------------------------------------------- | ---------------------------------------------------- | ---------------------------------------------------- | ---------------------------------------------------- | ---------------------------------------------------- | ---------------------------------------------------- | ---------------------------------------------------- | ---------------------------------------------------- | ---------------------------------------------------- |
| Temp. media (°C) | 2.90                                                 | 3.80                                                 | 6                                                    | 7.40                                                 | 11                                                   | 14.70                                                | 17.90                                                | 18.30                                                | 15.40                                                | 11.10                                                | 6.20                                                 | 3.50                                                 | 9.9                                                  |
| Precipitación total (mm) | 95.50                                                | 78.10                                                | 78.70                                                | 98.50                                                | 97.10                                                | 71.80                                                | 41.30                                                | 36.20                                                | 46.30                                                | 77.60                                                | 104.40                                               | 101.60                                               | 927.1                                                |
| Fuente: Ministerio de Agricultura, Alimentación y Medio Ambiente. Datos de precipitación (1961-2003) y de temperatura (1961-2003) |                                                      |                                                      |                                                      |                                                      |                                                      |                                                      |                                                      |                                                      |                                                      |                                                      |                                                      |                                                      |                                                      |

### Naturaleza
Neila tiene unos valores ambientales solo apreciables a través de los sentidos y que residen en el espíritu de este entrañable lugar: paisaje, aire, agua, vida, etc.
La combinación armoniosa de altas montañas, vigorosos bosques, verdes prados y altos roquedos forma un valioso paisaje, regalo para la vista y disfrute del observador.
Pero los bosques no son solo un deleite para los sentidos, pues son también grandes productores de oxígeno que secuestran el carbono producido por la actividad humana. Y Neila es un auténtico almacén de aire puro. Además, la variedad de ecosistemas hace de este singular paraje un refugio para todo tipo de vida, resultando ser un enclave de gran biodiversidad, sin olvidar el valor otorgado por el legado cultural forjado a través de muchas generaciones de neilenses, que es la expresión de un modo de vida ancestral.
Para preservar su rico patrimonio natural y potenciar el desarrollo sostenible de la población fue declarado Parque natural de las Lagunas Glaciares de Neila en el año 2008 (Ley 12/2008 de diciembre).

## Historia

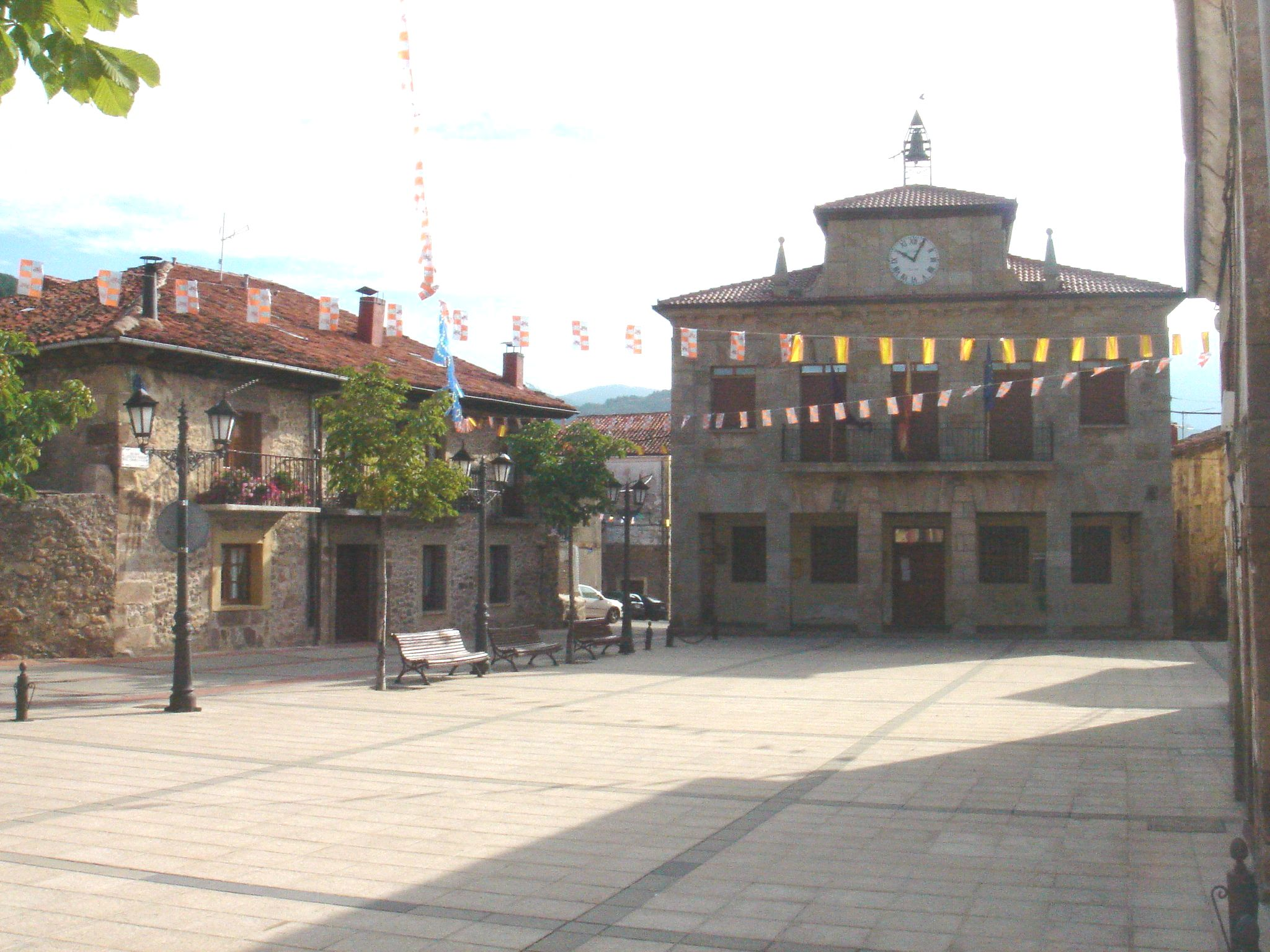
Plaza de Neila.

Su origen milenario se pierde en la antigüedad de los tiempos. No tenemos constancia escrita de los primeros neilenses pero los datos hablan de los pelendones como primeros habitantes, seguidos de los romanos unos 100 años a. C.
También habitaron estas tierras los visigodos desde el 414 al 700 d. C. y construyeron un templo visigodo bajo la actual iglesia de Santa María. 
En el año 866 fue nuevamente repoblada por gentes del norte de la península.
El primer documento escrito data de 1125, sobre la inauguración de la iglesia de san Miguel (románica).
Durante la Edad Media pertenece al Alfoz de Lara. En 1273 es designado cabeza de Cañada Real y tiene un representante en el Honrado Concejo de la Mesta. Era villa realenga, un pequeño emporio de riqueza cuando se mantuvo durante siglos el comercio de la lana y que hoy solo es un recuerdo. Fruto de este pasado esplendoroso aún permanecen en pie algunas casas solariegas, con sus escudos empotrados en la piedra.
En 1834 pasa al partido judicial de Salas de los Infantes, al que pertenece hoy en día.

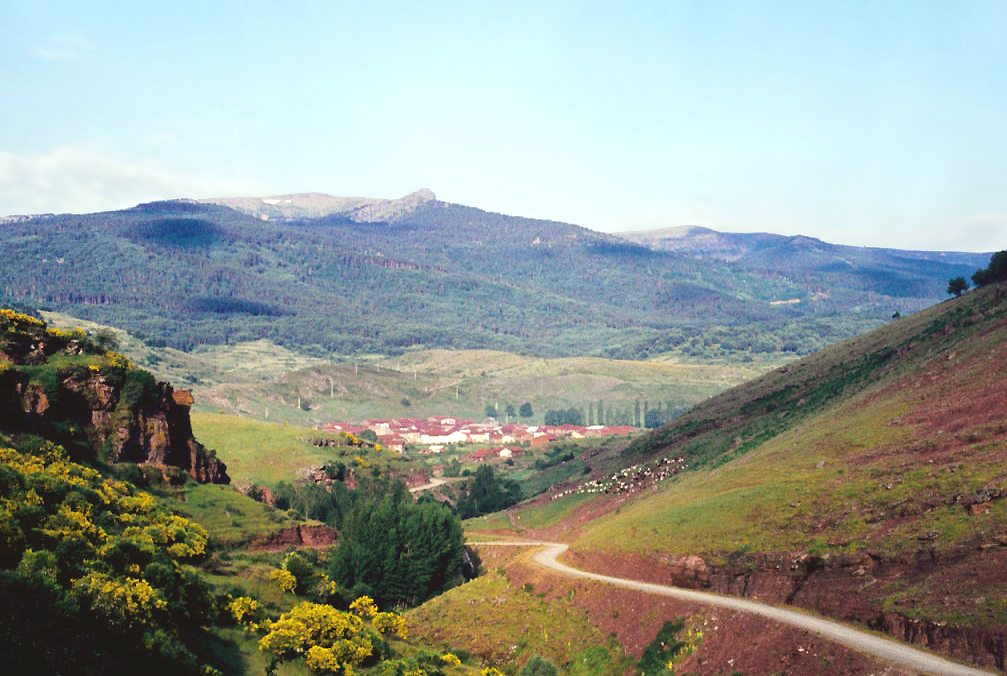
Vista de Neila en la década de 1970.

Neila es una villa con historia y con ricas tradiciones, arraigadas desde tiempos inmemoriales. La llegada de los primeros pobladores está datada en el siglo I a. C., y desde entonces diferentes pueblos y culturas se han asentado en estas tierras montañosas. El pastoreo y la trashumancia se han mantenido durante siglos como el principal modo de vida de sus gentes, desde que en el siglo XII Neila fuera designada cabeza de Cañada Real con representación en el Honrado Concejo de la Mesta. Hubo un tiempo en que la mayoría de la población se dedicaba a esta actividad, que cayó en un progresivo abandono en la segunda mitad del siglo XX.
La agricultura también ha tenido una enorme importancia para los habitantes de esta villa. Debido a lo abrupto del terreno no existían grandes extensiones de cultivos, por lo que esta actividad era vital para la subsistencia. La siembra, la siega y la trilla son labores agrícolas que han caído en el olvido. Fruto de estos oficios y tradiciones tenemos un rico patrimonio cultural digno de valorar y conservar.

## Demografía
Neila cuenta con una población de 119 habitantes (INE 2024).
| Gráfica de evolución demográfica de Neila entre 1842 y 2021                                                           |
| |
| Población de derecho según los censos de población del INE. Población de hecho según los censos de población del INE. |

## Economía
Entre los recursos que mantienen con vida Neila destacan:
Pastos. Lo accidentado y elevado del terreno impulsó la vocación ganadera de este singular paraje, haciendo de él un notable pastadero de verano para la cabaña merina trashumante, tan numerosa en tiempos que se autorizó la construcción de un lavadero de lana.
Hoy en Neila predomina el ganado vacuno, principalmente para la obtención de carne. La presencia de este ganado es fundamental para el mantenimiento de los pastizales, evitando que sean invadidos por el matorral. Mientras los pastos bajos se agostan durante el periodo seco del verano, en las zonas más altas se mantienen verdes y apetitosos.
Hoy es habitual ver vacas donde antes había ovejas.
Madera. Otro beneficio de marcado valor tradicional en Neila es la leña, básicamente de roble. Al igual que con la madera, cada vecino tiene derecho al aprovechamiento de una determinada cantidad destinada al autoconsumo, principalmente como fuente de calor.
Desde el año 1999, del monte de utilidad pública de Neila (M.U.P. n.º 243 Ahedo – Pinar) se extraen más de 3500 m³ de madera al año, una producción importante para la economía local. Gracias a la regulación de este aprovechamiento, se favorece un desarrollo sostenible que compatibiliza la conservación y mejora de los valores del entorno con el impulso socioeconómico de la población.
El principal aprovechamiento forestal de esta zona es la madera de pino silvestre, muy valorado en carpintería y construcción y con una gran demanda en la región.
Este aprovechamiento tiene un especial carácter vecinal que deriva del privilegio otorgado por el rey Carlos IV en el siglo XVIII, que dio a los vecinos de Neila derecho sobre un número determinado de pinos, que se repartían cada año de forma equitativa.
Caza. Neila está incluido en la Reserva Regional de Caza de la Sierra de la Demanda. La actividad cinegética se centra en la caza a rececho de ciervo y en batidas de jabalí.
Al encontrarse dentro de una reserva de caza, la gestión cinegética viene regulada por sus planes específicos, lo que permite el equilibrio entre la conservación y la explotación de este importante recurso.
Minería. Existen un yacimiento de plomo en el Pinarito y de cobre en Sancho Viejo y Moleta, y de hierro en los diques del Collado de Esculca.

## Lugares de interés

### En el pueblo
El esplendor económico propiciado por la ganadería lanar y la Mesta en los siglos XVII y XVIII ha dejado una buena colección de casas solariegas y palacios en sus calles, donde son frecuentes los escudos nobiliarios (palacio de los Márquez, casa de los Márquez de Prado y casa de los Cuesta).
La Neila medieval y moderna estuvo y está dividida en dos barrios o parroquias: Santa María y San Miguel. En ambos encontramos sendas iglesias medievales homónimas del máximo interés.

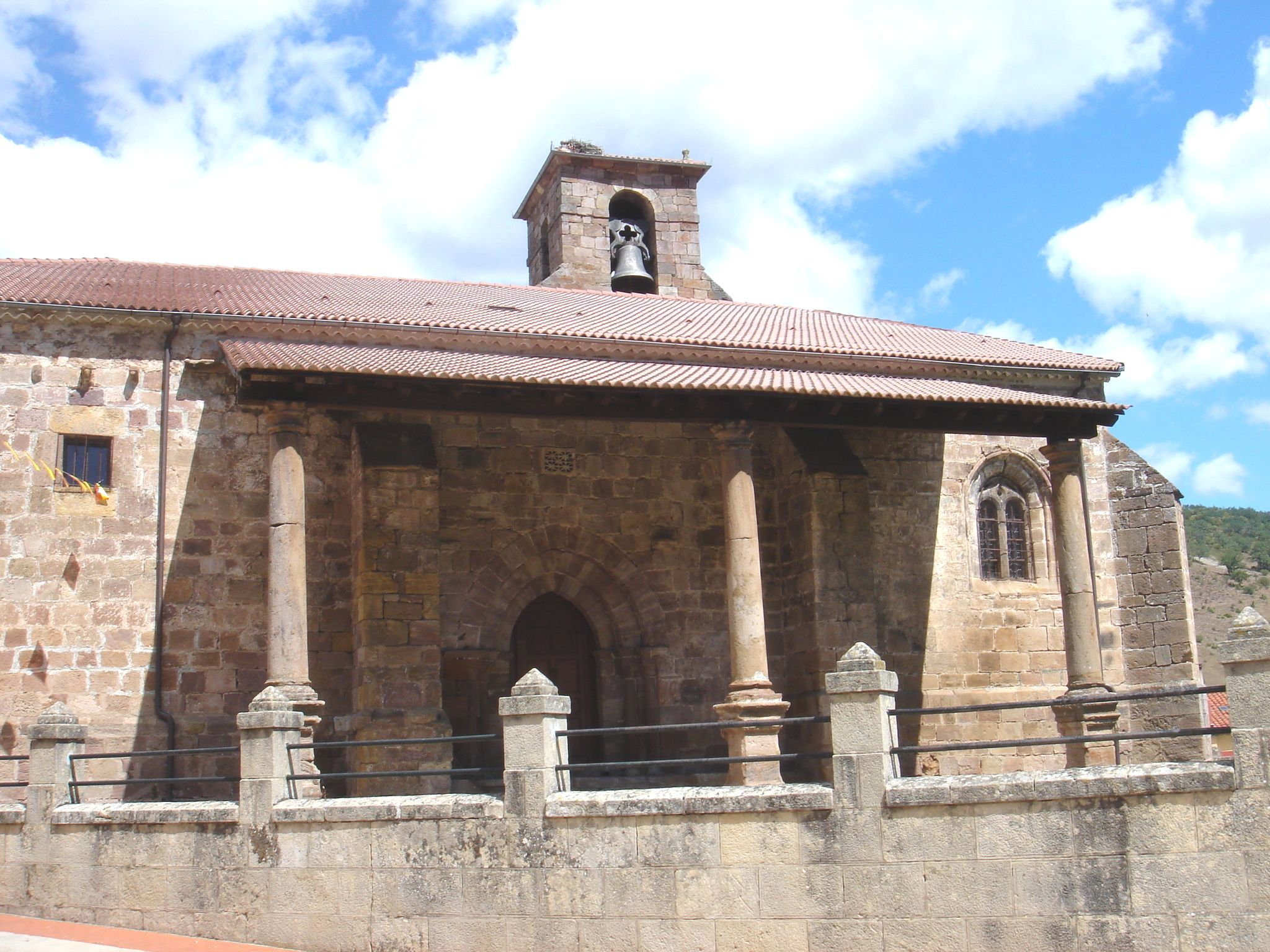
Pórtico lateral de la Iglesia de Santa María.

Iglesia de Santa María. La iglesia de Santa María, junto al edificio del ayuntamiento, preside el barrio de Santa María de Neila. Originalmente, fue un edificio románico pero en el siglo XVI se amplió creando un templo tardogótico, aunque con resabios románicos, como la portada meridional, de arquivoltas apuntadas lisas sobre dos pares de columnas, parte de la torre campanario y la espectacular pila bautismal, decorada con hojas carnosas y tallos sinuosos, además de con escamas y zigzagueados (simbolismo del agua).
El templo gótico tiene tres naves cubiertas con bóvedas de crucería estrellada y la puerta occidental es de medio punto moderna. En el interior queda la original puerta de comunicación con la torre que tiene dos arquivoltas y se halla cegada. Este campanario tiene el primer cuerpo original y el segundo reformado. Entremedias queda una imposta ajedrezada.
Además cabe destacar el Crucificado del siglo XIV y la Capilla de los Márquez de Prado del siglo XVI.

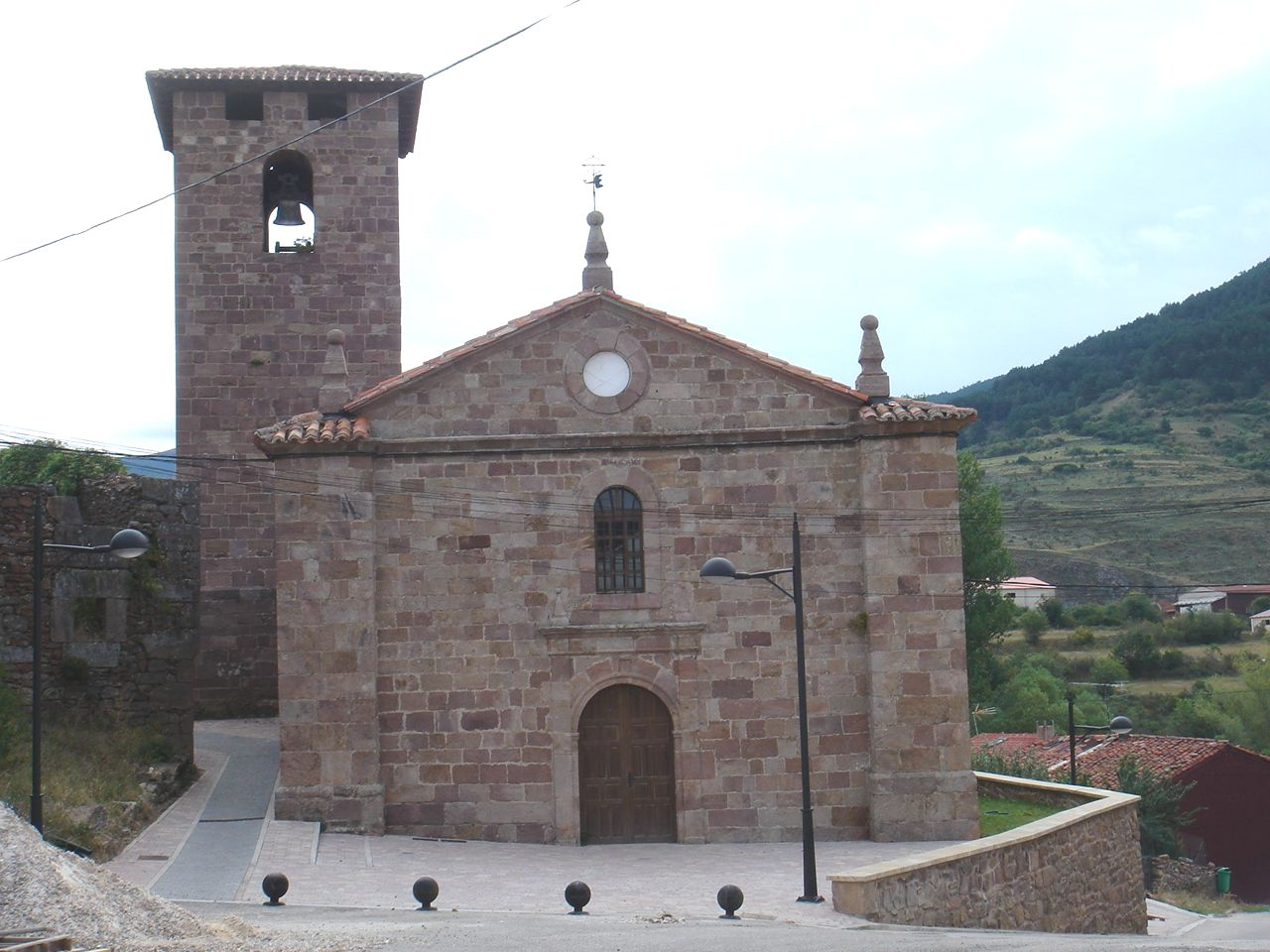
Iglesia de San Miguel.

Iglesia de San Miguel. Presidiendo el barrio más antiguo de Neila, el de San Miguel, se encuentra la iglesia que le da nombre. La iglesia de San Miguel es un notable ejemplar de románico serrano, al menos la cabecera, pues la nave fue reformada a principios del siglo XX.
Las formas del ábside son rotundas, equilibradas y de perfecta fábrica de sillería. De los elementos clásicos que componen la articulación son dignos de referenciar los tímpanos esculpidos de los ventanales, con motivos florales. La torre, de planta cuadrada y austero diseño, solo conserva original la base.
Esta iglesia posee un sillar con una inscripción que cita su construcción en el año 1087. Esto ha sido motivo de opiniones encontradas. Para algunos estudiosos, se referiría a la iglesia románica actual y, por tanto, sería una de las iglesias más antiguas del románico burgalés y español. Para otros, este sillar correspondería a un templo anterior, de tipo más bien prerrománico o mozárabe, mientras que la actual sería ya del siglo XII.
El mensaje de sus piedras nos habla de tiempos pasados. Aparte de conservar la que se cree la losa más primitiva del románico burgalés, posee otras dos inscripciones en el exterior del muro que reproducen un texto litúrgico de la consagración del templo.
Por último, hay que mencionar la buena pila bautismal, similar a la que veremos en Santa María y cuyas pautas decorativas se encuentran en numerosas iglesias de la Sierra de la Demanda, como en Hacinas (Burgos) y Ledesma de la Cogolla (La Rioja) y que se basa en una banda de zarcillos y una amplia superficie de plumas (aunque la relación de las pilas bautismales con el agua nos hace pensar que el escultor pretendió tallar, más bien, escamas de pez).

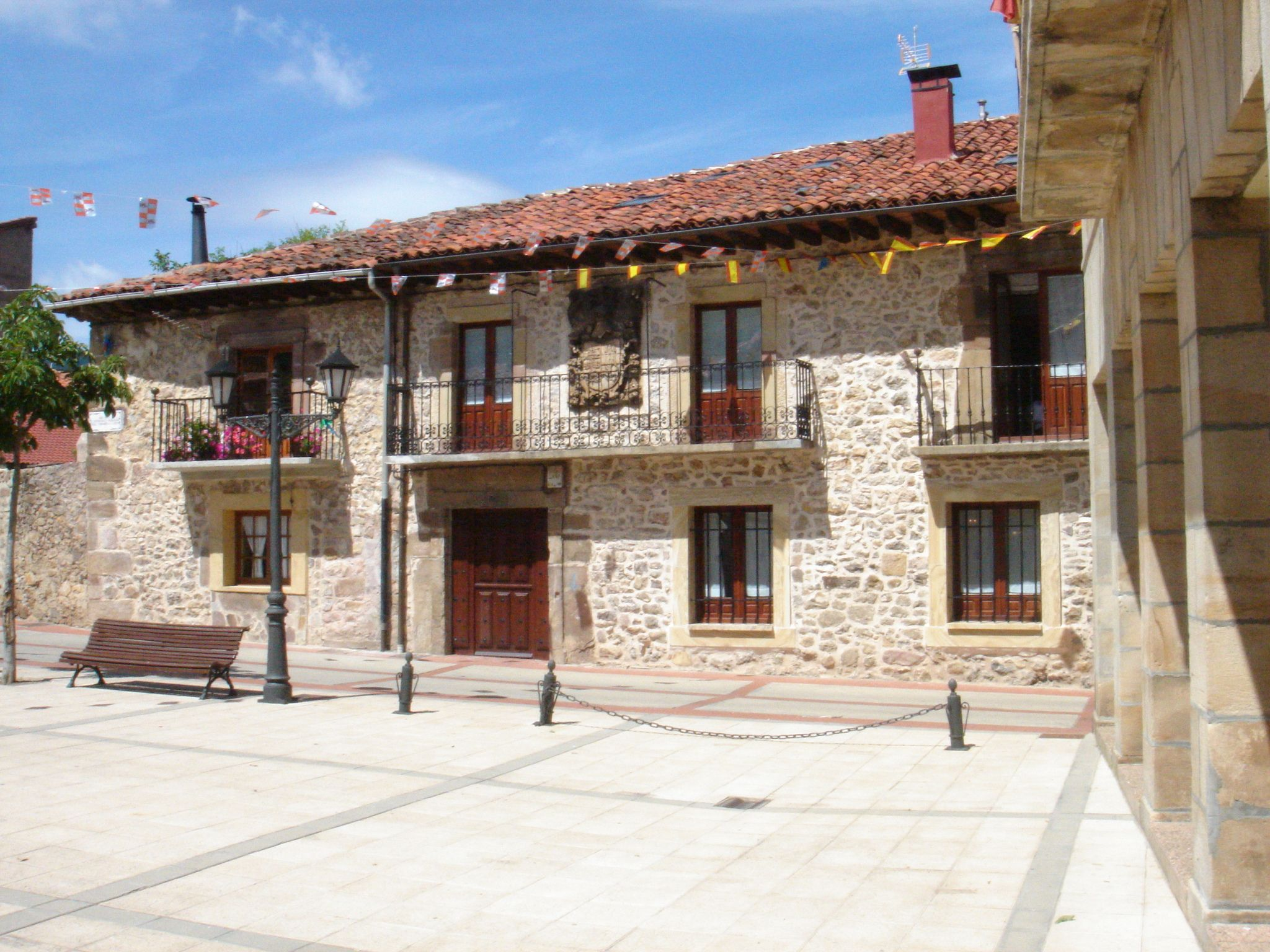
Palacio de los Márquez del.

Casas Blasonadas. La importancia que alcanzaron los ganaderos de la Mesta en este rincón de la Sierra ha quedado plasmada en las numerosas mansiones solariegas que aún subsisten. Destaca el palacio de los Márquez del s XVIII, que según la tradición fue la residencia del cura Merino y la casa de los González de Prado siglo XVI. En el barrio de San Miguel es notable la casa de los Cuesta, del siglo XVII.

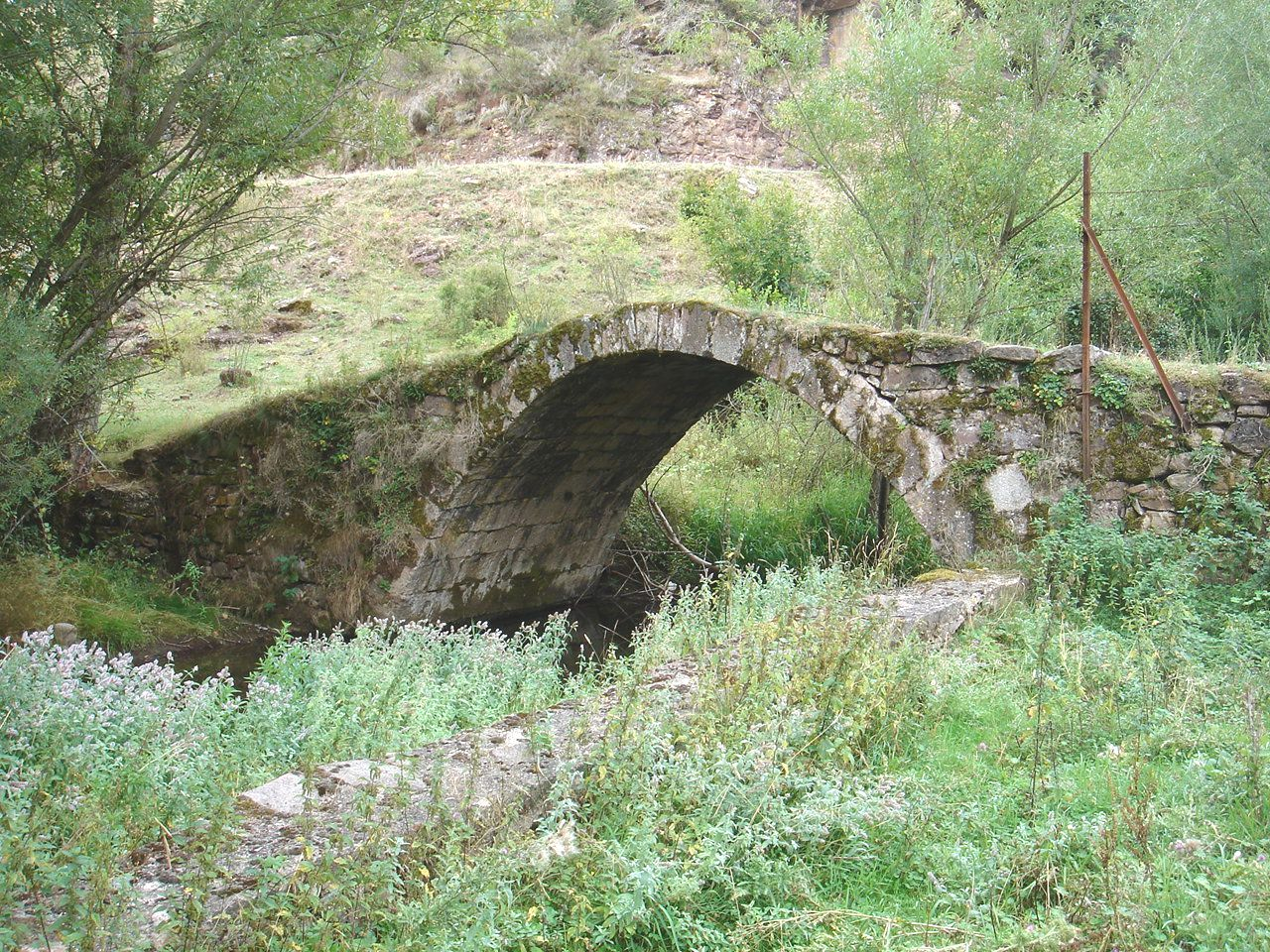
Puente de Las Puentes

Puentes antiguos. Del Orillar y de las Puentes, de origen romano. A las afueras de Neila podemos disfrutar de dos espléndidos puentes en perfecto estado de conservación. Ambos son muy similares en su fábrica. Los dos son de ojo único, arco de medio punto, de piedra desnuda y dovelado.

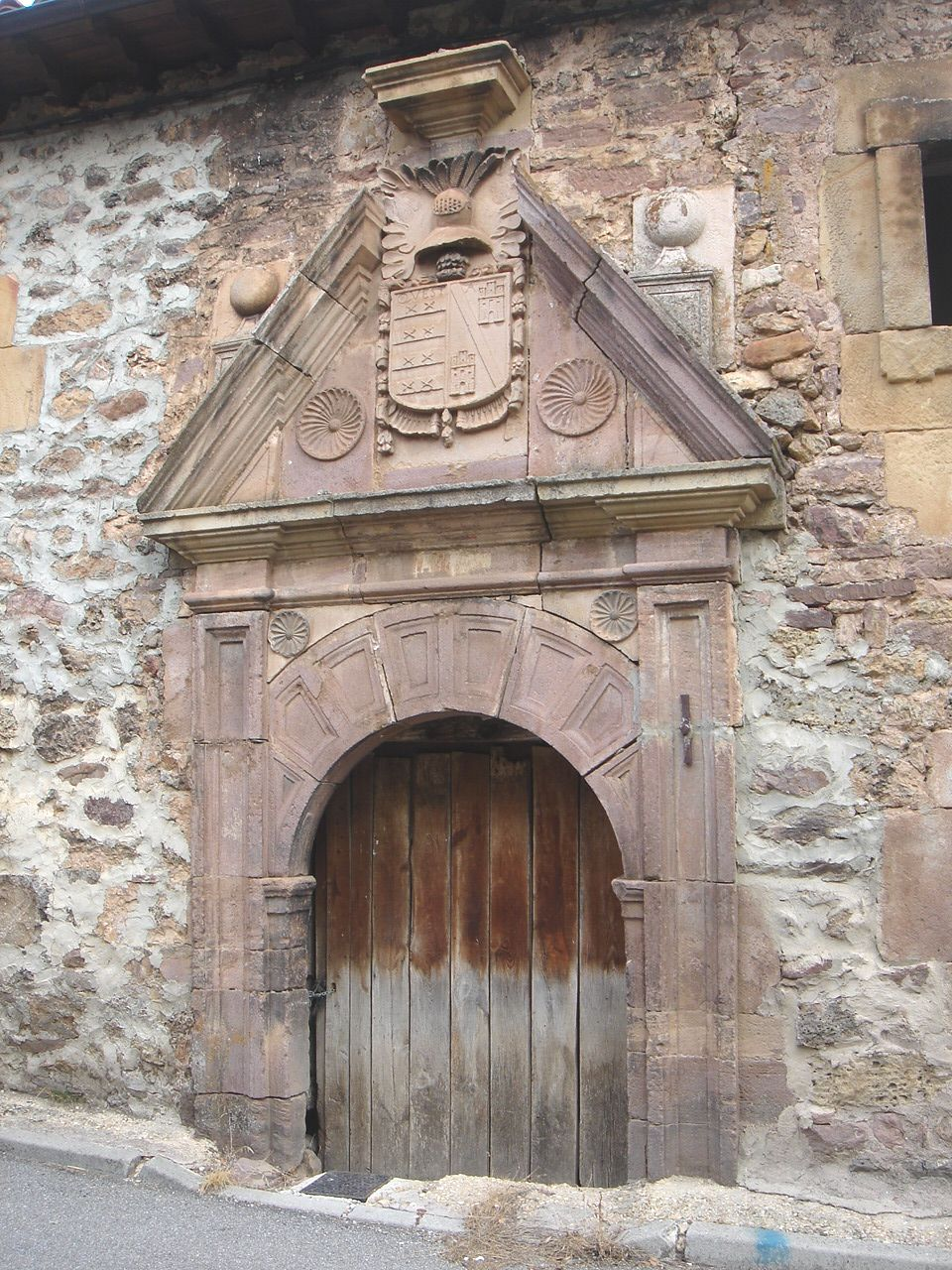
Portada renacentista.

Rollo Jurisdiccional o Picota de Neila. La picota consta de un fuste que se levanta sobre un sillar cuadrado apoyado en doble escalón. En el capitel hay cuatro salientes a modo de canes, entre los que hay escudos atribuidos a la ciudad de Aranda de Duero, que poseyó la jurisdicción a partir de la segunda mitad del siglo XVI. Encima se sitúa una parte cuadrada rematada en un pequeño pináculo con ornamentación de rombos. Su construcción puede fecharse hacia el siglo XVIII. Hoy se localiza tras la iglesia de Santa María, pero anteriormente se hallaba junto al antiguo ayuntamiento, y después, en la Plaza Mayor. Neila fue lugar de los Velasco desde comienzos del siglo XV.

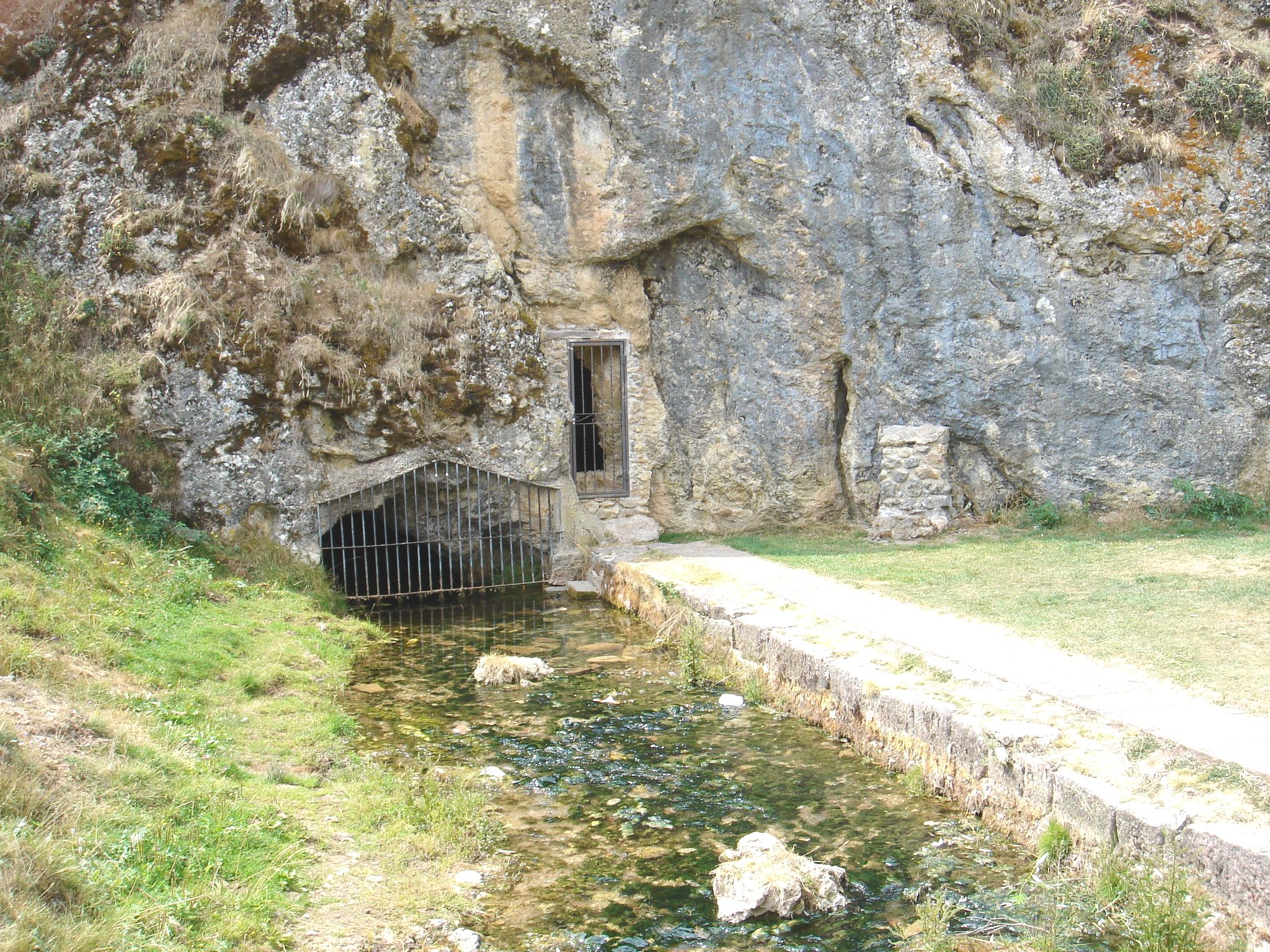
Cueva de Neila.

Cueva de Neila. Nacimiento del río Neila. Uno de los rincones más cuidados del casco urbano es el nacimiento del río Neila, que en tierras riojanas se convierte en el Najerilla. Este río tiene sus fuentes en la Cueva de Neila, magnífico lugar para la práctica de la espeleología. Está ubicada en el monte "El Castillo", en pleno casco urbano. Su altura aproximada sobre el nivel del mar es de 1200 metros. Según el mapa geológico de España, las calizas de Neila se formaron en el período Cámbrico de la era Primaria. Es, por lo tanto, de los más antiguos de España, con una edad aproximada de 520 millones de años.

### En la Sierra de Neila

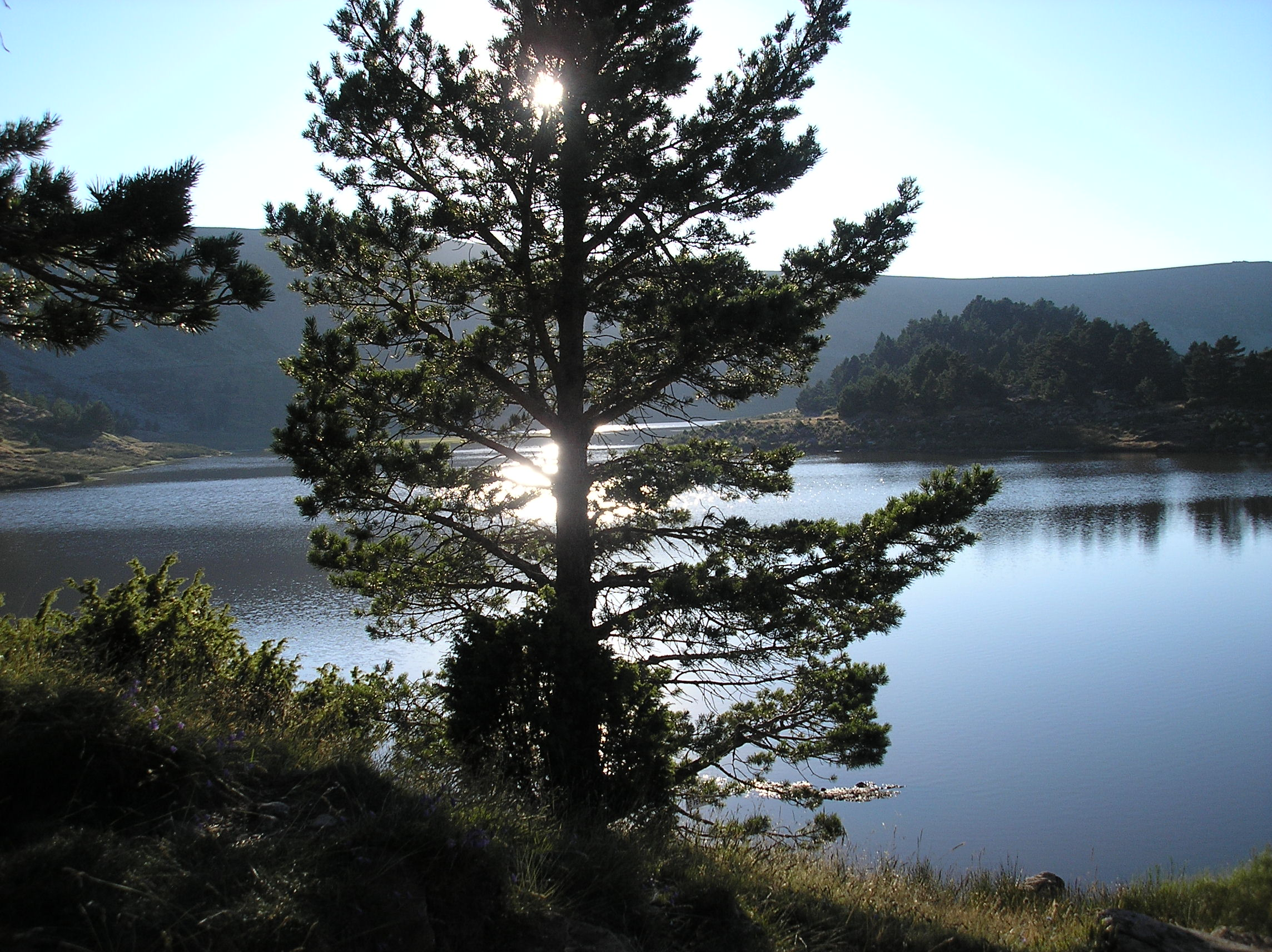
Lagunas de Neila.

Lagunas Altas. Dentro del Parque natural de las Lagunas Glaciares de Neila. Impresionante conjunto de lagunas de origen glaciar que forman parte del espacio natural protegido. Situadas al sureste de la Provincia de Burgos, en la Sierra de la Demanda, son un paraíso para excursiones y amantes de la montaña y, hasta hace unos pocos años, la pesca. Se accede por una carretera de alta montaña desde Neila o Quintanar de la Sierra. Dentro del parque natural se puede disfrutar de otros rincones fuera del área de las lagunas que son auténticos paraísos naturales. Desde el verano de 2011 el senderista puede recorrer 4 PR, señalizados por la Fundación Patrimonio Natural de Castilla y León y homologados por la FDMESCYL.
Los circos glaciares con mayor desarrollo se localizan en el sector nororiental de la Sierra de Neila. El más espectacular es el que está ocupado por las oscuras aguas de dos grandes lagunas: la Laguna Negra y la Laguna Larga. El circo de la Laguna Negra es el más grande y de formación más perfecta del Sistema Ibérico. Desde los desagües de estas lagunas se precipitan cascadas, que en invierno se hielan de manera espectacular. Justo debajo del circo en el que se encuentran estas dos grandes lagunas, se suceden las demás formaciones glaciares. Las primeras son la laguna de Las Pardillas y el nicho del Contadero, bajo cuyos riscos se crearon dos nuevas lagunas: Los Patos y Brava.
El parque natural de las Lagunas de Neila está cubierto de un frondoso y extenso Pinar-Hayedo. Las dos especies principales, el haya y el pino albar, conviven con otros ejemplares (cerezo silvestre, roble, acebo, etc.), conformando un bosque de montaña excepcional que da cobijo a gran variedad de animales. El venado y el corzo son especies emblemáticas, siendo la primera un codiciado trofeo de la Reserva Regional de Caza 'Sierra de la Demanda' que comparte territorio con el municipio.
Mirador de San Francisco. Mirador hacia el Valle de Neila, de Riofrio y los Picos de Urbión, Cabezarrera, Muñalba, etc. 
Pico Muñalba. El Pico Muñalba es, con 2074 metros, la máxima altitud de la Sierra de Neila y la segunda cumbre de la provincia de Burgos. Situada en el mismo confín de la Sierra de Neila, Urbión y Cebollera, en uno de los más apartados territorios de la península ibérica donde confluyen tres espectaculares formaciones montañosas que conforman un verdadero laberinto orográfico. Es un tipo de paisaje alpino, lleno de derrumbaderos, pedregales e inmensos neveros. Aloja a sus pies bellas lagunas de origen glaciar, son las de Muñalba y Oruga.
Pertenece también este pico a Regumiel y a Quintanar.
La Cerrada. Interesante paraje situado a solo 3 km de Neila. Una carretera serpenteante, que discurre al lado del Río Neila y nace en el barrio de San Miguel, nos conducirá hasta allí. La Cerrada no se hace esperar. El valle se ensancha y sirve de escenario a un variado paisaje de robles, hayas, poderosas montañas, desfiladeros y cascadas de agua. En el centro podemos encontrar el refugio cónico de La Cerrada. Es el lugar ideal para los amantes de la pesca, la acamapada, el alpinismo, la geología o simplemente para quien busque la tranquilidad de tan hermoso lugar.
Valle de Riofrio. Lugar de montañas áridas y redondas, barrancos profundos y laderas empinadas. Para su acceso, el tramo inicial coincide con el de La Cerrada. A un kilómetro aproximadamente de Neila, en Las Puentes, sin cruzar el río, se gira a la derecha por una pista forestal. La pista alcanza su punto más alto en el Collado de Riofrío, que goza de unas espectaculares panorámicas. Después, la pista sigue descendiendo entre la masa forestal, hasta encontrar el Río Riofrío, centro del valle. Destacan los "tinaus" o tenadas que van apareciendo por el camino.
Estos son solo algunos ejemplos de la infinidad de parajes que se pueden visitar en Neila. Existen otros puntos de gran belleza como son Peña Aguda (con magníficas vistas de la sierra, el pueblo de Neila y su valle), las Nilsas (verdes valles cargados de agua y vida), la Cueva el Hoyo, el Picacho, el Pozo de la Caldera, Cabezarrera, etc.

## Cultura

### Fiestas
Los neilenses son, en principio, gente de carácter reservado, como todos los habitantes de la montaña, pero afables y cordiales cuando se entabla relación con ellos. Son todos uno a la hora de proteger y mantener sus costumbres y tradiciones.
Febrero: Carnavales. Neila ha recuperado recientemente la celebración de una jornada festiva para todos gracias al trabajo de la Asociación "Los que están por la labor". Se trata de un Carnaval renovado, pero con raíces tradicionales. Baile de disfraces, golosinas como el guirlache, el llamado "turrón de los pobres", chocolatada, bizcochos y las míticas tortilladas.
Primer sábado de mayo: La fiesta del "mayo". El primer sábado de Mayo es costumbre en Neila colocar en la Cueva un gran pino que recibe el nombre de mayo.
Todos los pueblos, a lo largo de su historia, han sentido admiración por el renacer cíclico del mundo vegetal, por el final del invierno y el comienzo del buen tiempo, cuando la mayor parte de las plantas fructifican. Dentro de esta mentalidad, mayo es concebido como el mes del esplendor de la vegetación, el mes de las fiestas y el mes amoroso por excelencia. La tradición de pingar el mayo forma parte de una serie de ritos encaminados a conseguir una cosecha abundante, a celebrar el fin del invierno y a festejar la recolección de los primeros frutos.
El mayo, que oscila en altura, siempre consigue sorprender a los visitantes. Los quintos (mozos que en ese año eran sorteados para hacer el servicio militar obligatorio) se reunían para deliberar y decidir el mejor ejemplar, pero actualmente suele ser el que toca en suerte tras una donación municipal. Los jóvenes acuden a la tala con un carro tirado por animales para arrear el mayo hasta el lugar donde sería pingado entre cánticos y bailes populares.
Conseguir la verticalidad del mayo era (y es) tarea compleja. Se servían de maromas, horquillas, cuñas y escaleras. Cuando necesitaban refuerzos solían ser los casados los que echaban una mano.
15 de junio: Corpus Christi. Es costumbre que se monten altares por las diferentes calles, engalanados con las mejores mantelerías, colchas, jarrones, flores, y de alguna forma competir por la originalidad, sencillez y vistosidad.
Los niños y niñas que han hecho la comunión ese año, se visten de nuevo con el traje de comunión y van lanzando flores al Sagrado. A los bebes se les tumba en alguno de los altares, para que sean bendecidos por el cura. En procesión se lleva al Sagrado y se le hace ofrenda en cada uno de los altares.
Primer fin de semana de julio: "Jornadas de recuperación de las tradiciones". Fiesta organizada en torno a la trashumancia en el afán por mantener vivas las costumbres y profundizar en el estudio de la historia de Neila. La Asociación de Amigos de la Fuente Cuentera es la encargada de organizar esta iniciativa que cada año se refuerza con nuevas actividades.
Las jornadas se abren, el viernes, con una conferencia impartida por una eminencia en el tema, que permite conocer la trashumancia desde el punto de vista histórico, geográfico y antropológico. Finalizada la parte más teórica de las jornadas, el sábado por la mañana llegará la gran fiesta de la trashumancia con exhibiciones y talleres relacionados con los oficios tradicionales. Las actividades se realizan en el paseo de la Cueva, junto al nacimiento del río Najerilla, e incluyen la representación de las tareas que realizaban los pastores, las labores relacionadas con el trabajo de la lana, el transporte de la paja, talleres de hilado abierto a todo el público, etc.
Más tarde, la comida, compuesta por migas y caldereta de cordero. Para el horario vespertino se dejan las actividades más lúdicas como la actuación de grupos musicales y la recuperación de juegos y canciones tradicionales. La despedida de los pastores, y de la jornada llega sobre las 19.30 horas.
De forma paralela a la programación, se realizan exposiciones de objetos relacionados con las tareas tradicionales de la trashumancia y el campo.
Esta fiesta destacó por el interés que despertaba cada año tanto en la comarca como en la provincia, pero lamentablemente no sé celebra desde 2013.
15 y 16 de agosto: La fiesta de la Virgen y de san Roque. Son las fiestas más importantes y esperadas del año en las que vuelven a Neila todos los neilenses repartidos por la geografía nacional. Se organizan múltiples actividades, deportivas y culturales. Dentro de las culturales podemos destacar la procesión de la Virgen el día 15 y la procesión de san Roque el día 16, al que se le lleva, bailando la jota, desde la iglesia de santa María a la iglesia de san Miguel. Después de la procesión es tradicional el baile de las mayas, que llevan a cabo las mozas del pueblo ataviadas con trajes regionales.
Los mozos y mozas se encargan de la organización de las actividades deportivas y juegos, que van desde partidos de pelota, corte de troncos, campeonatos de soga-tira, concurso de disfraces, campeonato de mus, carrera de burros, campeonato de futbito y un variopinto programa de espectáculos, así como los bailes con verbenas por las noches, y dulzainas y pasacalles por las mañanas.
Primer domingo de octubre: Feria del ganado. El primer domingo de octubre se celebra la feria del ganado, en donde se exponen los terneros, becerros, vacas y alguna que otra oveja, para su venta al mejor postor. Los ganaderos compran y venden. También se establece otra feria en paralelo, de tipo gastronómico a base de chuletones, callos, solomillos y sobre todo de picadillo, para que puedan reponer fuerzas. En la actualidad la feria ya no se realiza.
1 y 2 de noviembre: Rosario de ánimas. La noche de ánimas tiene mucha tradición en Neila. A las 12 de la noche, los vecinos del pueblo se agrupan en dos coros y cantan el rosario con fervor. Cada uno de los grupos se sitúa en una parte del casco urbano distante del otro. Uno entona una parte del Ave María y el otro le responde. Al final del rosario se canta la "Salve".
Actualmente los jóvenes neilenses realizan actividades para los más pequeños, como el vaciado de calabazas para iluminarlas y subirlas a "El Castillo" (antiguamente se hacía con remolachas), talleres de maquillaje, pasaje del terror, juegos, etc.
31 de diciembre: La cencerrada de niños a abuelos. El último día del año, existe como tradición, que los niños con cencerros vayan en grupo a casa de los abuelos a pedir el aguinaldo.

### Gastronomía

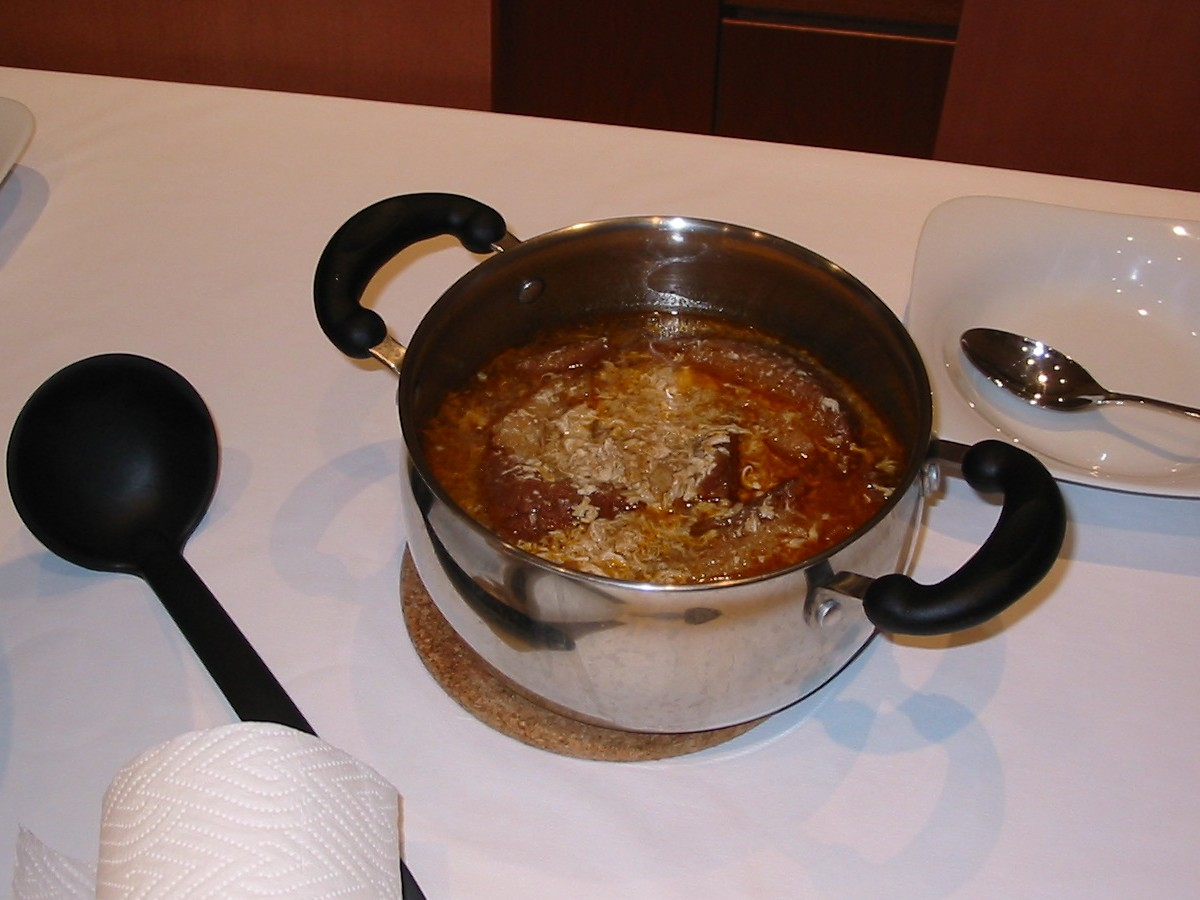
Sopa de ajo.

La villa de Neila participa del culto existente en toda Castilla y León a las materias primas cárnicas. Aparecen así los platos basados en el cordero, el cerdo, el cabrito o la chacinería.
Los torreznos, la sopa de ajo, el lomo de la olla (el lomo, una vez frito, se conserva en aceite dentro de una olla), la peculiar morcilla dulce, las migas del pastor (con pan de hogaza, pimiento verde, aceite, ajo y sal), la caldereta de cordero, el picadillo de chorizo, el chumarro, el frite de cordero y el tradicional ajo carretero (guiso de cordero del que se extrae una sopa que se come tras la carne) son platos representativos de una tierra de crudos inviernos en los que el aporte energético de los alimentos es factor fundamental.
Su clima y geografía son ideales para la curación de los embutidos como el chorizo o el jamón. Y gracias a ello, también es fácil encontrar entre sus pinares gran variedad de setas y hongos. Así mismo, la comarca serrana es también territorio de la trucha, muy frecuente en sus ríos de montaña.
Como tradición, en Neila, la matanza o remojón es un acontecimiento señalado en el calendario familiar. El chumarro (trozo especial del cerdo que se asaba directamente en el fuego) era repartido por el cabeza de familia, con un poco de vino servido en una llara. Mientras se come el chumarro se guisa el hígado del cerdo que también se reparte entre todos los miembros de la familia.
Por último destacar los dulces típicos caseros como las rosquillas, y las tortas de azúcar, de chichorras y de aceite.